# Jens Petersen (Schriftsteller)

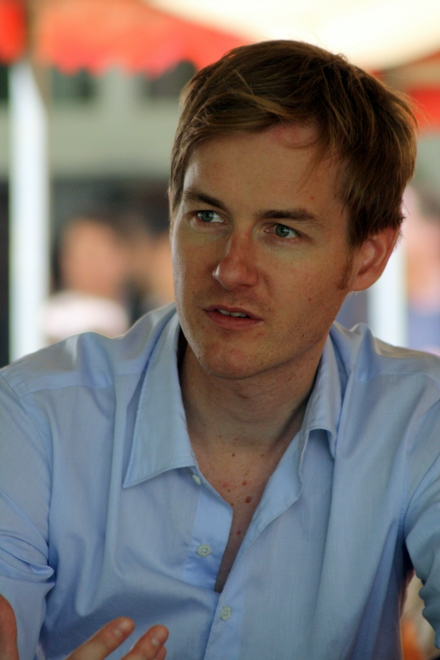
Jens Petersen (2009)

Jens Petersen (* 20. März 1976 in Pinneberg) ist ein deutscher Schriftsteller und Arzt.

## Leben und Werk
Nach seinen Studien in München, Lima, New York, Florenz und Buenos Aires lebt Petersen als Mediziner in Zürich. Literarisch trat der Autor zunächst mit Erzählungen, vor allem in Jugendbuch-Anthologien, hervor. Für sein Romanprojekt Die Haushälterin wurde er vielfach ausgezeichnet. Nach dem Urteil der Aspekte-Jury 2005 beschreibt Petersen in diesem Generationenroman „unsentimental, geradlinig und doch vielschichtig die Geschichte einer Vater-Sohn-Beziehung auf Messers Schneide“. Zum Klagenfurter Wettbewerb 2009 wurde Petersen von Burkhard Spinnen eingeladen und dort mit dem Ingeborg-Bachmann-Preis ausgezeichnet.

## Veröffentlichungen

### Roman
- Die Haushälterin, München 2005, ISBN 3-421-05786-9 (als Taschenbuch: München 2007. ISBN 978-3-423-13539-9)

### Erzählungen
- La Marocaine in: Jacques van Schalkwyk (Hrsg.): Schall und Rauch, München 2002, ISBN 3-935376-02-2
- Ehrentraud in: Christine Knödler (Hrsg.): Ohne Netz: Geschichten vom allerersten Mal, Hamburg 2003, ISBN 3-551-35280-1
- Eine Begegnung in: Uwe-Michael Gutzschhahn (Hrsg.): Schöner als Fliegen, Hamburg 2004, ISBN 3-551-35330-1
- Im Auge des Jägers in: Christine Knödler (Hrsg.): Engel nebenan: Geschichten zwischen Himmel und Erde, Aarau 2006, ISBN 3-7941-7058-X
- Torpedo auf sechs Uhr in: Christine Knödler (Hrsg.): Der Geschichtenkoffer für Schatzsucher, Köln 2006, ISBN 3-414-82008-0
- Wamba und das Boot in: Christine Knödler (Hrsg.): Geschichtenkoffer für Glückskinder, Köln 2007, ISBN 978-3-414-82050-1
- Je t’aime beaucoup in: Uwe-Michael Gutzschhahn (Hrsg.): An einem anderen Ort, München 2007, ISBN 978-3-423-62309-4
- Bis dass der Tod. Auszug aus einem Roman in: Ijoma Mangold (Hrsg.): Die Besten 2009: Klagenfurter Texte, München 2009, ISBN 978-3492053426

## Auszeichnungen
- 2003 Literaturstipendium der Stadt München
- 2005 Aspekte-Literaturpreis
- 2005 Bayerischer Kunstförderpreis
- 2005 Kranichsteiner Literatur-Förderpreis
- 2007 Evangelischer Buchpreis
- 2009 Ingeborg-Bachmann-Preis
- 2009 Werkjahr der Stadt Zürich

### Texte
- Petersen über deutsche Ärzte in der Süddeutschen Zeitung (27. März 2006)
- Petersen über Sterbehilfe in der ZEIT (17. Juli 2009)

### Zu Autor und Werk
- Petersen im Gespräch, schauinsblau.de, 2009
- Porträt in der ZEIT, 2009
- Interview auf Bayern 2, 2009
- Laudatio zum Evangelischen Buchpreis von Petra Bahr, 2007

| Personendaten    | Personendaten                     |
| ---------------- | --------------------------------- |
| NAME             | Petersen, Jens                    |
| KURZBESCHREIBUNG | deutscher Schriftsteller und Arzt |
| GEBURTSDATUM     | 20. März 1976                     |
| GEBURTSORT       | Pinneberg                         |